# Yoo Jung-woo
Kim Seong-hyeon (en hangul, 김성현) mejor conocido artísticamente como Yoo Jung-woo (en hangul, 유정우) es un actor surcoreano.

## Carrera
miembro de la agencia Hunus Entertainment. Previamente formó parte de las agencias Dine Entertainment (다인엔터테인먼트). y de JS Pictures (제이에스픽쳐스).
El 28 de noviembre de 2017 se unió al elenco principal de la serie web Love After School donde interpretó a Bang Myung-rok, un estudiante y el interés romántico de Hoo Se-in (Park So-eun), hasta el final de la serie el 2 de octubre de 2018.
En noviembre de 2018 se unió al elenco recurrente de la serie Tale of Gyeryong Fairy (también conocida como "Mama Fairy and the Woodcutter") donde dio vida a Eum Kyung-sul, un aspirante a director de cine de la Universidad Lee Won que quiere descubrir el secreto de Jeom Soon-yi (Kang Mi-na).
En enero de 2019 se unió al elenco recurrente de la serie Spring Turns to Spring donde interpretó al joven Je Im-soo, un ídolo en ascenso.
El 13 de febrero de 2020 se unió al elenco principal de la serie web The Temperature Of Language: Our Nineteen donde dio vida al estudiante Kim Do-yoon.
En octubre del mismo año se unió al elenco invitado en la serie Penthouse: War In Life.

## Filmografía

### Series de televisión
| Año  | Título                                    | Personaje              | Notas                      |
| ---- | ----------------------------------------- | ---------------------- | -------------------------- |
| 2021 | 100% Era                                  | Lee Shi-dae            | 8 episodios - (serie web)  |
| 2021 | Love Scene Number                         | Han Si-han             | 2 episodios                |
| 2020 | Hospital Playlist                         | Novio de Jang Yoon-bok | ep. #9                     |
| 2020 | The Temperature Of Language: Our Nineteen | Kim Do-yoon            | 16 episodios - (serie web) |
| 2019 | Like (라이크)                             | Seo Yoon-woo           | 24 episodios - (serie web) |
| 2019 | Secret Boutique                           | Wi Jung-hyuk (20 años) |                            |
| 2019 | Spring Turns to Spring                    | Je Im-soo              |                            |
| 2018 | Tale of Gyeryong Fairy                    | Eum Kyung-sul          |                            |
| 2018 | Love After School 2                       | Bang Myung-rok         | 7 episodios - (serie web)  |
| 2018 | Room Of Her Own (자취, 방)                | 수빈                   | (serie web)                |
| 2018 | Dannae Tour (단내투어)                    | Sung-hyeon             | (web)                      |
| 2017 | Love After School                         | Bang Myung-rok         | 8 episodios - (serie web)  |
| 2017 | Devil Inspector (악동 탐정스)             | -                      | (serie web)                |
| 2017 | 여자의 화장에는 이유가 있다               | -                      | (serie web)                |
| -    | 오늘 하루는 처음                          | -                      | (serie web)                |

### Películas
| Año | Título          | Personaje | Notas |
| --- | --------------- | --------- | ----- |
| -   | 디어레플리카    | -         |       |
| -   | Stranger        | -         |       |
| -   | 고희의 모나리자 | -         |       |

### Publicidad
| Año | Título                   | Notas |
| --- | ------------------------ | ----- |
| -   | 알바콜                   |       |
| -   | 삼성전자 - '패밀리 허브' |       |
| -   | 리니지 M                 |       |
| -   | 야쿠르트 - '홍삼'        |       |
| -   | 오뚜기                   |       |
| -   | 영국 문화원              |       |
| -   | 갈아 만든 배             |       |
| -   | KT                       |       |
| -   | 틴더                     |       |
| -   | 센터폴 공식 블로그 화보  |       |
| -   | 티모*CU 택배             |       |